# 薛道标
薛道檦（？—489年），又作道標、道𢶏、道摽、河东郡汾阴县（今山西省运城市万荣县）人，出自河东薛氏南祖，北魏使持节、散骑常侍、都督徐南北兖青冀五州豫州之梁郡诸军事、镇南大将军、徐州刺史、河东康王薛安都之子，刘宋、北魏官员。

## 生平
泰始二年（466年）六月，刘胡派遣辅国将军薛道标渡江煽动蛮族，计划从庐江郡偷袭历阳郡，庐江守将陆悠之部众势弱，退守谯城。司徒建安王刘休仁派遣参军沈灵宠迅速占据庐江，薛道标之后一天才到，陆悠之从谯城来和沈灵宠会师，因此与薛道标相互对峙。七月，刘胡派遣薛道标及薛元宝袭击合肥，刘勔派遣的救兵未能赶到，合肥被薛道标攻陷，汝阴郡太守裴季之和武卫将军叶庆祖战死，刘勔派遣辅国将军垣闳反击。十月，刘勔派王广之前往攻击合肥，王广之仅用三天就攻克了合肥，薛道标突围，与十几个骑兵向着淮西投奔常珍奇，薛元宝投降。
薛道标后随父亲薛安都归顺北魏，薛安都死后承袭了河东公的爵位，太和初年外任镇南将军、平州刺史，治理百姓有名声。薛道标又转任相州刺史，镇南将军如故。当时广平郡人李波宗族强大，残害百姓。薛道标亲自前往讨伐，李波率领宗族迎击，把薛道标打的大败。薛道标又以镇南将军出任秦州刺史。太和四年（480年）正月，薛道标领兵进攻南齐的寿阳郡，齐高帝萧道成因为南齐的冠军将军、太子左卫率薛渊是薛道标的堂兄弟，敕令齐郡太守刘怀慰说：“听说薛道标要南来，他的妻子儿女都在都城，薛道标与各个弟弟不再共同生活，凡此类，都要使他造成多方误会，纵然不能使人全信，也足以使豺狼们相互怀疑猜忌。”齐高帝让刘怀慰以薛渊的名义写信给薛道标，表示拉拢收买的意思，北魏得到书信后，将薛道标召回，派梁郡王元嘉替换。薛道标在太和十三年（489年）去世。

## 家庭

### 兄弟姐妹
- 薛道异
- 薛道次，北魏安西将军、光禄大夫、假河南公
- 薛道智
- 薛伯令
- 薛环龙
- 薛真龙
- 薛道龙
- 薛元嗣，南梁直阁将军
- 薛氏，嫁刘宋前军将军、下邳郡太守裴祖隆
- 薛氏，嫁北魏司徒咨议、岐州刺史皇甫椿龄

### 子女
- 薛达，北魏汉阳郡太守、华阴县侯
- 薛保兴，北齐乐安郡太守、银青光禄大夫、河东郡公